# Kingston (Geórgia)
Kingston é uma cidade localizada no estado americano de Geórgia, no Condado de Bartow.

## Demografia
Segundo o censo americano de 2000, a sua população era de 659 habitantes.
Em 2006, foi estimada uma população de 668, um aumento de 9 (1.4%).

## Geografia
De acordo com o United States Census Bureau tem uma área de 2,1 km², dos quais 2,1 km² cobertos por terra e 0,0 km² cobertos por água. Kingston localiza-se a aproximadamente 204 m acima do nível do mar.

## Localidades na vizinhança
O diagrama seguinte representa as localidades num raio de 20 km ao redor de Kingston.